# Rio Copurta
O Rio Copurta é um rio da Romênia, afluente do Uz, localizado no distrito de Harghita.